# الأطفال اللاجئون

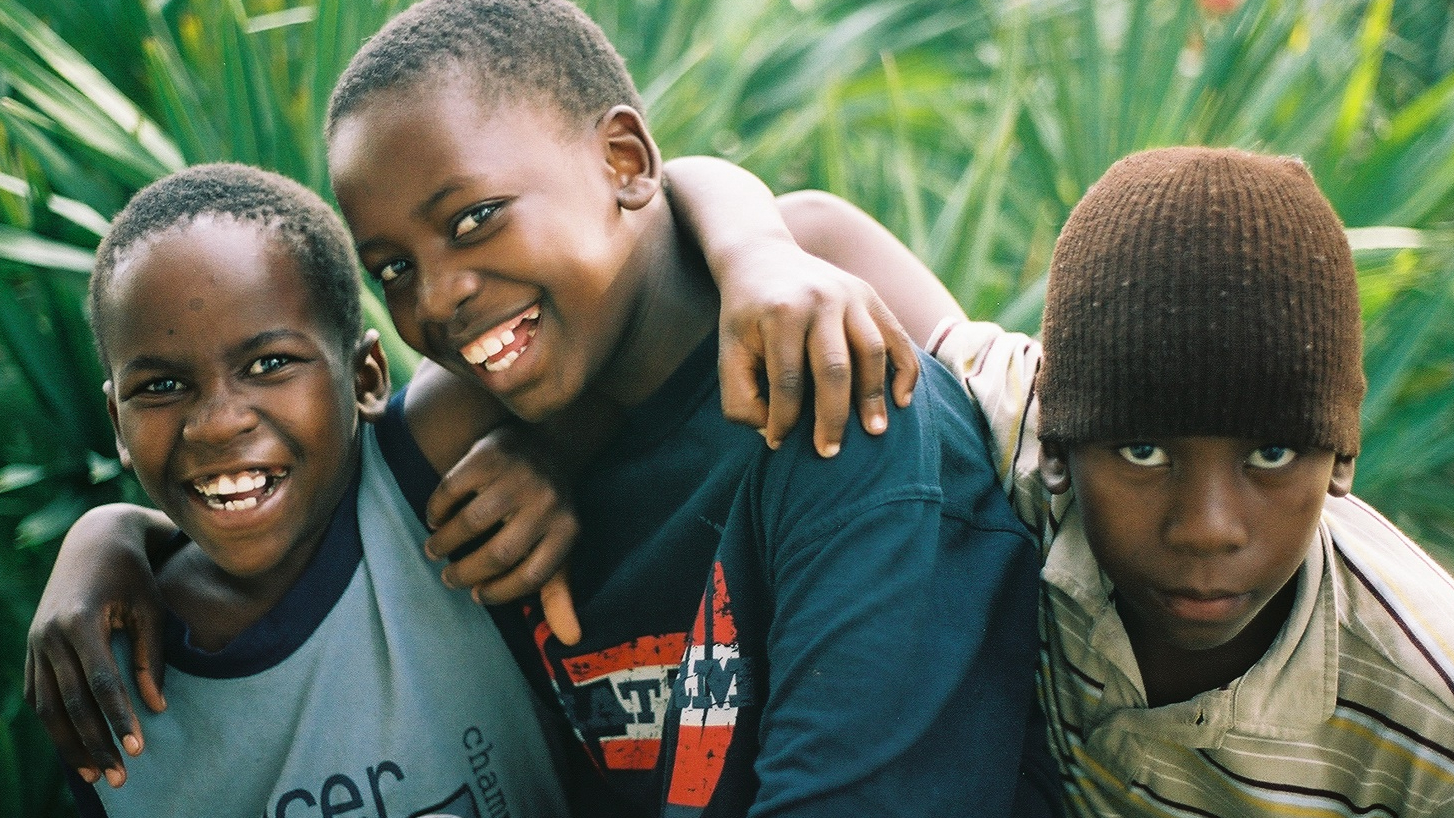

تقريباً نصف اللاجئين أطفال، ويعتبر واحد من كل ثلاثة أطفال يعيشون خارج بلدهم لاجئ. وتشمل هذه الأرقام الأطفال الذين تم تأكيد وضعهم كلاجئين رسمياً، وأيضاً الأطفال الذين يشبهون في حالاتهم اللاجئين.
بالإضافة إلى مواجهة التهديد المباشر للعنف الناتج عن النزاعات، أيضاً يواجه الأطفال النازحون قسراً العديد من المخاطر الصحية، والتي تشمل؛ انتشار الأمراض، والصدمات النفسية طويلة الأجل، وندرة مياه الشرب وخدمات الصرف الصحي، وندرة الغذاء الصحي، وعدم وجودة تطعيمات للأمراض بشكل دوري. يتعرض الأطفال اللاجئين، وبصفة خاصة أولئك الذين لا يحملون وثائق رسمية تثبت حالاتهم والذين يسافرون بمفردهم للإساءة والاستغلال. وعلى الرغم من أن هناك العديد من المجتمعات حول العالم التي رحبت بهم، إلا أن الأطفال النازحون قسراً وعائلاتهم غالباً ما يواجهون التمييز العنصري والفقر والتهميش الاجتماعي في بلادهم الأصلية والبلاد التي يعبروا منها والبلاد التي يقصدونها. وغالباً ما تمنع الحواجز اللغوية والحواجز القانونية في البلاد التي يعبروا منها والبلاد التي يقصدونها الأطفال اللاجئين وعائلاتهم من الحصول على خدمات التعليم والصحة والحماية الاجتماعية وغيرها من الخدمات. كما تفتقر العديد من البلاد التي يقصدونها إلى الدعم الثقافي والسياسات اللازمة لدمج هؤلاء الأطفال في المجتمع. وتعتبر هذه التهديدات للسلامة والرفاهية ذات تأثير كبير على الأطفال اللاجئين من ذي الاحتياجات الخاصة.

## الحماية القانونية
ميثاق حقوق الطفل هو أكثر معاهدة عن حقوق الإنسان متفق عليها في التاريخ. يشمل أربعة بنود متعلقة بالأطفال المجبرين على إخلاء مساكنهم:
البند الثاني: مبدأ عدم التمييز.
البند الثالث: تطبيق أفضل ما في مصلحة الطفل.
البند السادس: الحق في الحياة والنجاة والتطور.
البند الثاني عشر: حق الطفل في المشاركة في الحياة.
1. ↑  Emily Garin, Jan Beise, Lucia Hug, and Danzhen You. 2016. “Uprooted: The Growing Crisis for Refugee and Migrant Children.” UNICEF. https://www.unicef.org/videoaudio/PDFs/Uprooted.pdf. "نسخة مؤرشفة" (PDF). مؤرشف من الأصل في 2020-02-02. اطلع عليه بتاريخ 2019-11-20.{{استشهاد ويب}}:  صيانة الاستشهاد: BOT: original URL status unknown (link)
2. 1 2  Toole, Michael J., and Ronald J. Waldman. "The public health aspects of complex emergencies and refugee situations.". Annual review of public health 18, no. 1 (1997): 283-312.{{استشهاد بكتاب}}:  صيانة الاستشهاد: أسماء متعددة: قائمة المؤلفين (link)
3. ↑  Kaplan, Ida. "Effects of trauma and the refugee experience on psychological assessment processes and interpretation.". Australian Psychologist 44, no. 1 (2009): 6-15.
4. ↑  Schweitzer, Robert D., Mark Brough, Lyn Vromans, and Mary Asic-Kobe. "Mental health of newly arrived Burmese refugees in Australia: contributions of pre-migration and post-migration experience.". Australian & New Zealand Journal of Psychiatry 45, no. 4 (2011): 299-307.{{استشهاد بكتاب}}:  صيانة الاستشهاد: أسماء متعددة: قائمة المؤلفين (link)
5. ↑  Hamilton, Carolyn, Kirsten Anderson, Ruth Barnes, and Kamena Dorling. "Administrative detention of children: a global report.". Fondo de las Naciones Unidas para la Infancia, Nueva York (2011).{{استشهاد بكتاب}}:  صيانة الاستشهاد: أسماء متعددة: قائمة المؤلفين (link)
6. ↑  Vandenhole, Wouter, Ellen Desmet, Didier Reynaert, and Sara Lembrechts, eds. Routledge international handbook of children’s rights studies. Routledge, 2015. {{استشهاد بكتاب}}: |مؤلف1= باسم عام (مساعدة)صيانة الاستشهاد: أسماء متعددة: قائمة المؤلفين (link)
7. ↑  Bush, Kenneth David, and Diana Saltarelli. "The two faces of education in ethnic conflict.". 2000.{{استشهاد بكتاب}}:  صيانة الاستشهاد: أسماء متعددة: قائمة المؤلفين (link)
8. ↑  Crock, Mary. Seeking asylum alone: A study of Australian law, policy and practice regarding unaccompanied and separated children. Federation Press, 2006.
9. ↑  Reilly, Rachael. "Disabilities among refugees and conflict-affected populations.". Forced Migration Review 35 (2010): 8.
10. ↑  UNICEF. "Convention on the Rights of the Child." Child Labor (1989): 8.